# Alexandroupolis
Alexandroupolis (Αλεξανδρούπολη) sau Alexandroupoli (în turcă Dedeağaç, în bulgară Дедеагач) este un oraș în Grecia, aflat la nord-est, spre granița cu Turcia.